# عبد الغني رمضان
عبد الغني رمضان من مواليد عام 1996 الملقّب بـ «بودي»، لاعب لبناني في كرة القدم وقّع عقد احتراف مع نادي مانشستر سيتي الإنكليزي لكرة القدم، لينضم إلى فريق الشباب ما دون الثامنة عشرة، ويصبح بذلك أوّل لبناني يلعب في الدوري الإنكليزي، الذي يضم أهم الأندية العريقة.
اللاعب رمضان، وهو من بلدة برجا في إقليم الخروب، لبنان، يعيش حاليّا في مدينة مانشستر، بعدما كانت عائلته قد غادرت لبنان إلى بلجيكا، حيث كان في عمر السنتين.
وقد بدأ مسيرته الكرويّة في سن مبكرة، حيث انضمّ إلى نادي نادي أندرلخت البلجيكي ومن ثم في آشتون يونايتد، وحقق نتائج إيجابيّة.
أثارت مهاراته الفنيّة ومستواه الفنّي العالي إعجاب كشّافي نادي «مانشستر سيتي»، إلى أن قررت إدارة النادي الإنكليزي قبل فترة ضمّه إلى الفريق، وهو بالفعل يحقق نتائج إيجابيّة، قد تتيح له الانتقال فيما بعد إلى الفريق الأوّل.